# Filistatinella crassipalpis
Filistatinella crassipalpis är en spindelart som först beskrevs av Willis J. Gertsch 1935.  Filistatinella crassipalpis ingår i släktet Filistatinella och familjen Filistatidae. Inga underarter finns listade i Catalogue of Life.